# 斯特里克兰号护航驱逐舰
斯特里克兰号护航驱逐舰（英語：USS Strickland，舷号：DE-333），是美国海军于第二次世界大战期间建造的一艘埃德索尔级护航驱逐舰，其舰名取自在萨沃岛海战中阵亡的阿斯托利亚号重巡洋舰军官埃弗雷特·C·斯特里克兰（Everett C. Strickland）少尉。
该舰由少尉的遗孀冠名，于1943年8月23日在德克萨斯州奥兰治联合钢铁厂铺设龙骨，随后于11月2日下水。1944年1月10日，斯特里克兰号正式服役，交由亚瑟·詹姆斯·霍普金斯（Arthur James Hopkins）少校指挥。

## 设计与装备
埃德索尔级护航驱逐舰的设计与巴克利级护航驱逐舰类似，均采用长船体并建有较高的舰桥。该级护航驱逐舰配备3英寸（76毫米）50倍径单装主炮，后续曾计划更换为5英寸（127毫米）38倍径主炮，但最终没有实际执行。该级护航驱逐舰由4台费尔班克斯-莫尔斯38D8-1/8-10内燃机提供动力，总功率最高可达6000匹马力，最高航速21节。其燃料舱可携带312吨重油，在12节航速下航程可达11000海里。此外，该级舰船还配备有较完善的侦查搜索系统，包括SL或SU水面雷达、SA对空雷达、QC声呐系统以及用于监听潜艇无线电的HF/DF天线。

## 服役历史
在百慕大完成试航调整后，斯特里克兰号前往诺福克开始其护航生涯。3月24日，她护送由60艘商船和6艘坦克登陆舰组成的UGS-37船团出发，经直布罗陀前往比塞大。4月11日夜间，船团在阿尔及利亚海域遭遇纳粹德国空军空袭，25架Do 217轰炸机和Ju 88轰炸机先后发动攻击，队内霍尔德号护航驱逐舰被鱼雷重创。战斗期间，斯特里克兰号坚守位于船团右侧的阵位并对附近敌机发动反击。5月11日，船团顺利返回纽约。
此后一段时间，斯特里克兰号继续护送船团前往比塞大。10月，她被调往北大西洋航线，护送油轮和运兵船前往英国与法国。1945年5月中旬，斯特里克兰号正式结束大西洋护航任务，开始为太平洋战区服役做准备。6月20日，她启程南下关塔那摩湾参加为期10天的训练，随后经巴拿马运河进入太平洋，最终于7月25日抵达珍珠港。日本投降后，斯特里克兰号护送1艘航空母舰前往埃内韦塔克环礁，随后护送3艘商船前往日本本岛，10月2日，她们顺利进入东京湾。此后数个月内，斯特里克兰号又先后造访了硫磺岛、楚克群岛、冲绳等地。
1946年1月25日，斯特里克兰号启程返回圣迭戈，随后继续驶往美国东岸准备退役。2月11日，她顺利抵达费城，3月10日，她被转移至查尔斯顿，随后于6月15日正式退役。12月5日，斯特里克兰号被拖曳至格林科夫斯普林斯封存。
1951年3月29日，斯特里克兰号被拖曳至诺福克接受改造，次年2月2日，她作为雷达哨戒驱逐舰DER-333重归现役。在关塔那摩湾完成试航调整后，斯特里克兰号于6月1日返回诺福克检修，随后于27日离港前往纽波特加入第16护航中队，正式开始执行雷达哨戒任务，此后数年内，她一直在北大西洋活动。1955年10月，斯特里克兰号进入布鲁克林造船厂更新设备，随后前往关塔那摩湾训练，1956年3月18日，她回到纽波特继续执行雷达哨戒任务。
1957年7月15日，斯特里克兰号和其他4艘雷达哨戒驱逐舰被一同调往太平洋服役，8月18日，她顺利抵达新母港珍珠港，此后一段时间，她一直在指定海域执行雷达哨戒任务。1959年6月17日，斯特里克兰号退出现役并加入美国海军预备舰队，1972年12月1日，她自美国海军除籍，随后于1974年8月13日被出售拆解。

## 荣誉
斯特里克兰号服役期间所获荣誉如下：
|             |  |  |
| Bronze star |  |  |

| 战斗行动奖章 （追授）                  | 美国战役奖章           | 亚太战役奖章   |
| 欧洲-非洲-中东战役奖章 （1枚战斗之星） | 第二次世界大战胜利奖章 | 国防部服役奖章 |

## 历任舰长
| 姓名       | 译名                   | 军衔             | 所属军种       | 任职时间                     |
| ---------- | ---------------------- | ---------------- | -------------- | ---------------------------- |
|            | 亚瑟·詹姆斯·霍普金斯   | 少校             | 美国海军预备役 | 1944年1月10日                |
|            | 小托马斯·H·贝尔德      | 上尉（升任少校） | 美国海军预备役 | 1945年3月3日                 |
|            | 赫伯特·查尔斯·霍金斯   | 少校             | 美国海军       | 1945年11月26日               |
|            | 柯蒂斯·R·科尔曼        | 中尉             | 美国海军预备役 | 1946年4月24日                |
|            | 罗伯特·A·威克斯特罗姆  | 中尉             | 美国海军预备役 | 1946年5月1日-1946年6月15日   |
| 资料缺失   | 资料缺失               | 资料缺失         | 资料缺失       | 1952年2月2日                 |
|            | 小哈罗德·雷蒙德·尤曼   | 少校             | 美国海军       | 1955年6月15日                |
|            | 道格拉斯·格雷·帕拉莫   | 少校             | 美国海军       | 1956年10月6日                |
|            | 迪安·梅·弗伦奇         | 少校（升任中校） | 美国海军       | 1958年2月20日                |
|            | 小罗伯特·霍姆斯·罗伯逊 | 中校             | 美国海军       | 1959年10月14日-1959年6月17日 |
| 参考文献： |                        |                  |                |                              |